# Afton (Wyoming)
Afton is een plaats (town) in de Amerikaanse staat Wyoming, en valt bestuurlijk gezien onder Lincoln County. De plaats werd gesticht door mormonen die de Lander cutoff van de Oregon Trail volgden.
Een boog, gemaakt van 3011 wapitigeweien overspant de U.S. Route 89 die door het centrum loopt. De Intermittent Spring, een bron met een maximaal debiet van 1100 l/sec die periodiek water naar de oppervlakte brengt, is de voornaamste waterleverancier voor Afton.

## Demografie
Bij de volkstelling in 2000 werd het aantal inwoners vastgesteld op 1818.
In 2006 is het aantal inwoners door het United States Census Bureau geschat op 1821, een stijging van 3 (0,2%).

## Geografie
Volgens het United States Census Bureau beslaat de plaats een oppervlakte van
8,9 km², geheel bestaande uit land. Afton ligt op ongeveer 1929 m boven zeeniveau.

## Galerij

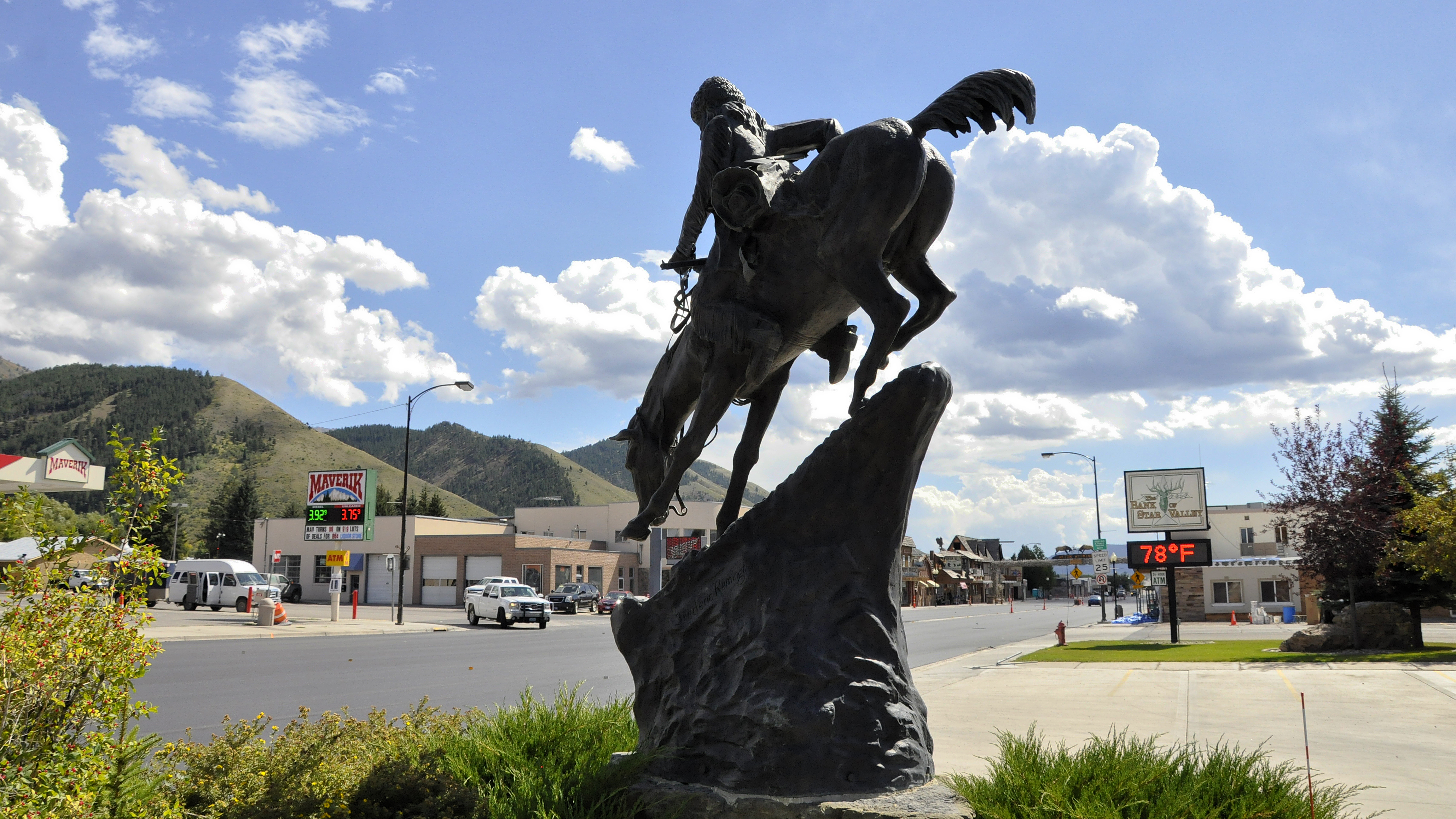
Replica van Mountain Man van Frederic Remington in Afton
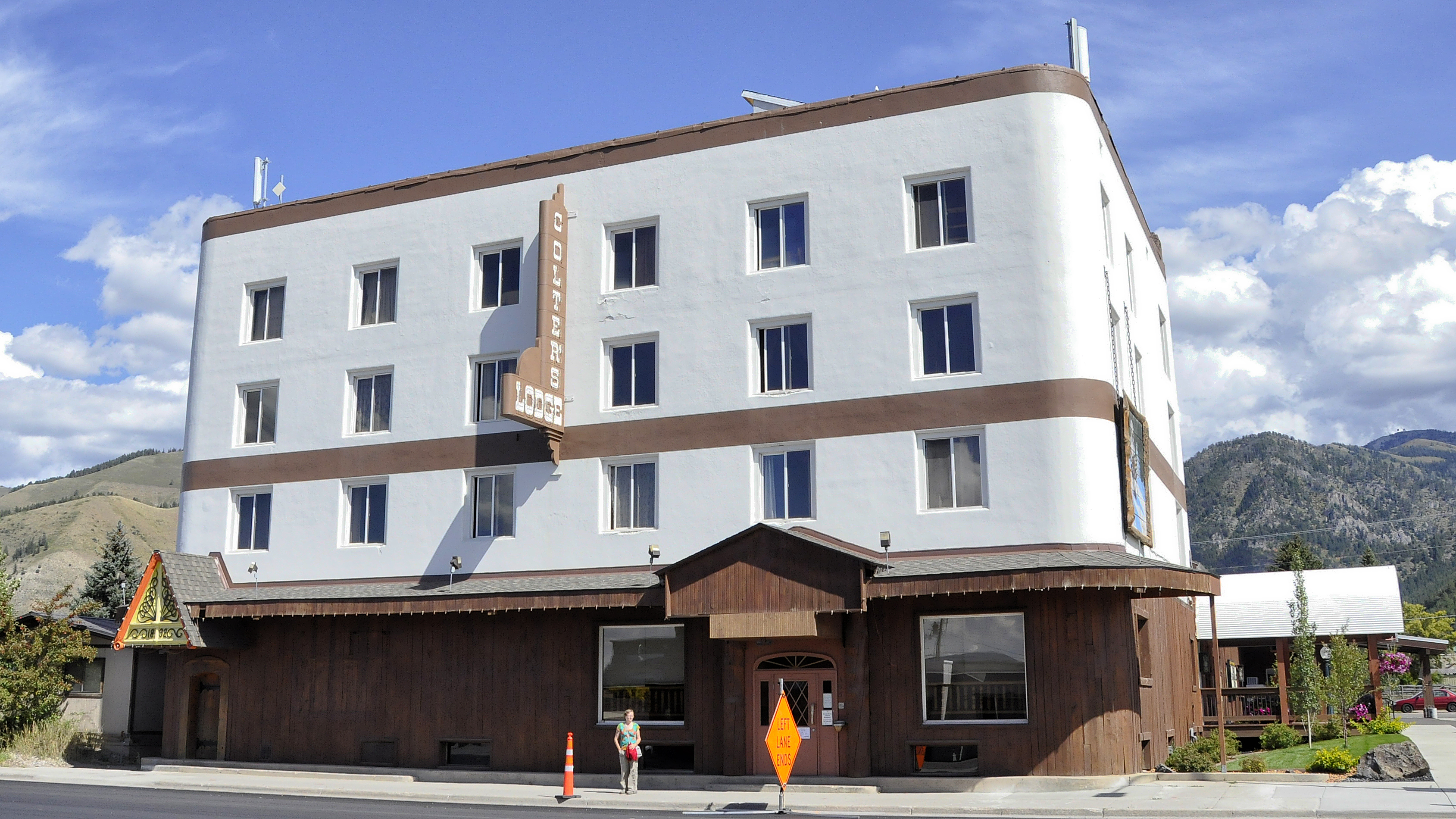
Colter's Lodge in Afton
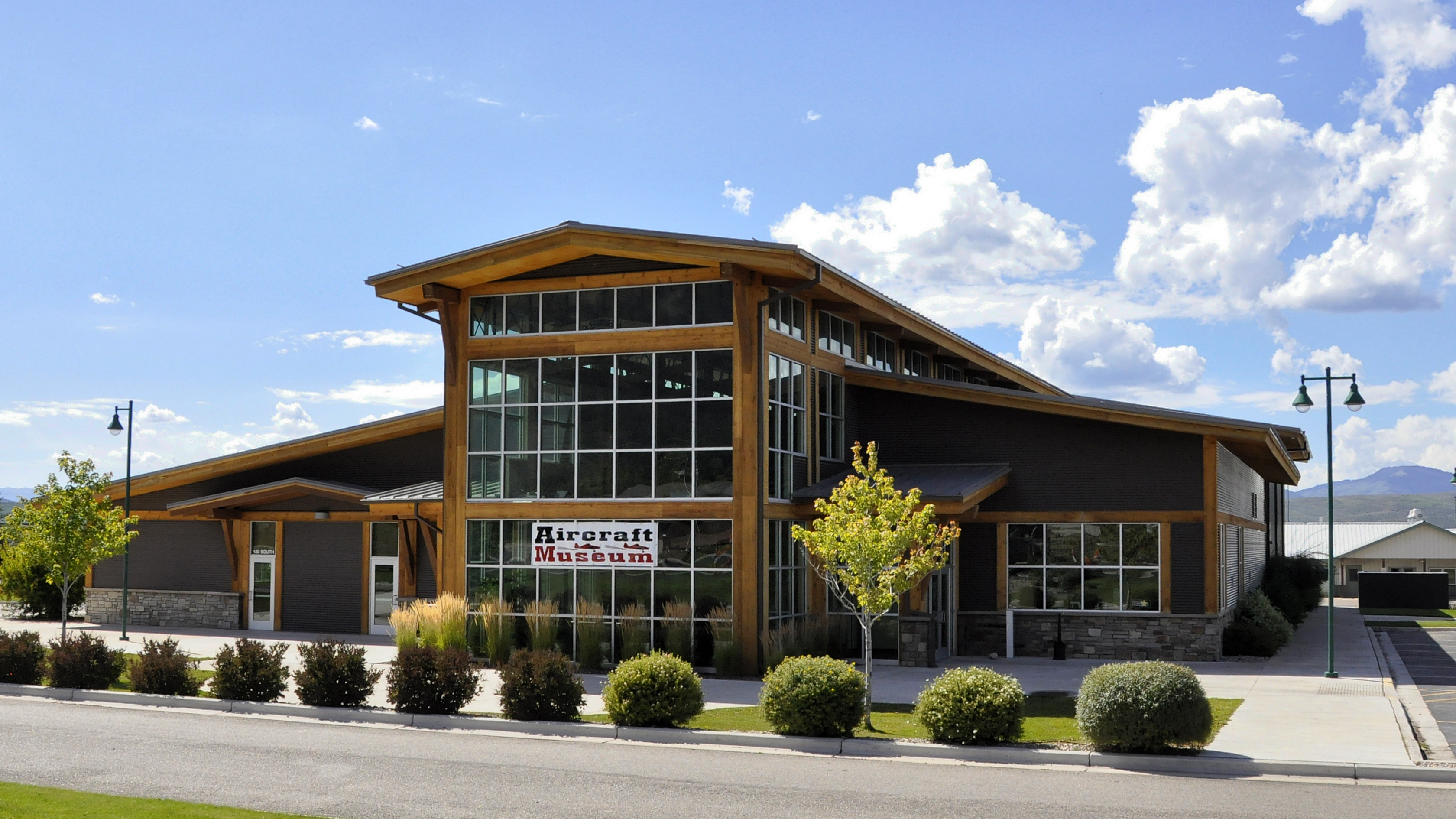
Het CallAir Museum en Civic Center in Afton

## Plaatsen in de nabije omgeving
De onderstaande figuur toont nabijgelegen plaatsen in een straal van 52 km rond Afton.